# Tsigie Gebreselama
Tsigie Gebreselama (30 settembre 2000) è una mezzofondista etiope.

## Biografia
Nel 2018, dopo essere diventata campionessa etiope under 20 dei 3000 metri piani, prende parte ai campionati mondiali under 20 di atletica leggera di Tampere classificandosi terza nei 3000 metri piani.
Nel 2019 conquista la medaglia di bronzo individuale nella gara under 20 di 6 km ai mondiali di corsa campestre, ottenendo invece l'oro nella garaunder 20 a squadre. Lo stesso anno, durante la Montferland Run del 1º dicembre a Heerenberg, registra la miglior prestazione mondiale under 20 dei 15 km su strada.
Nel 2020 è ferma a causa della pandemia di Covid-19, ma nel 2021 torna a gareggiare, dapprima diplomandosi campionessa nazionale dei 10 000 metri piani e poi partecipando ai Giochi olimpici di Tokyo nella gara dei 10 000 metri piani, che non riesce però a portare a termine.
Nel 2021 ha partecipato ai Giochi Olimpici di Tokyo, gareggiando nei 10000 m, concludendo però la gara con un ritiro.
Nel 2022 si classifica seconda alle mezze maratone di Copenaghen e Valencia e nel 2023 conquista due medaglie d'argento ai mondiali di corsa campestre nella gara seniores individuale e a squadre.

## Record nazionali

### Under 20
- 15 km su strada: 47'29"  ( Heerenberg, 1º dicembre 2019)

## Progressione

### 3000 metri piani indoor
| Stagione  | Tempo   | Luogo        | Data      | Rank. Mond. |
| --------- | ------- | ------------ | --------- | ----------- |
| 2020-2021 | 8'38"20 | Liévin       | 9-2-2021  |             |
| 2019-2020 | 8'45"76 | Val-de-Reuil | 14-2-2020 |             |
| 2018-2019 | 8'53"98 | Karlsruhe    | 2-2-2019  |             |

### 5000 metri piani
| Stagione | Tempo    | Luogo   | Data      | Rank. Mond. |
| -------- | -------- | ------- | --------- | ----------- |
| 2022     | 14'43"90 | Oslo    | 16-6-2022 |             |
| 2020     | 15'13"38 | Nairobi | 3-10-2020 |             |
| 2019     | 15'12"96 | Sagunto | 1-8-2019  |             |

### 10 000 metri piani
| Stagione | Tempo    | Luogo   | Data      | Rank. Mond. |
| -------- | -------- | ------- | --------- | ----------- |
| 2022     | 31'04"88 | Hengelo | 6-6-2022  |             |
| 2021     | 30'06"01 | Hengelo | 8-6-2021  |             |
| 2019     | 30'57"54 | Hengelo | 17-7-2019 |             |

### 10 km su strada
| Stagione | Tempo  | Luogo       | Data       | Rank. Mond. |
| -------- | ------ | ----------- | ---------- | ----------- |
| 2022     | 30'53" | Langueux    | 25-6-2022  |             |
| 2021     | 32'33" | Addis Abeba | 10-1-2021  |             |
| 2019     | 32'21" | Addis Abeba | 17-11-2019 |             |
| 2018     | 33'53" | Addis Abeba | 18-11-2018 |             |

## Palmarès
| Anno | Manifestazione           | Sede     | Evento             | Risultato | Prestazione | Note                          |
| ---- | ------------------------ | -------- | ------------------ | --------- | ----------- | ----------------------------- |
| 2018 | Mondiali under 20        | Tampere  | 3000 m piani       | Bronzo    | 8'59"20     | Miglior prestazione personale |
| 2019 | Mondiali di cross        | Århus    | Gara U20 (6 km)    | Bronzo    | 20'50"      |                               |
| 2019 | Mondiali di cross        | Århus    | Gara U20 a squadre | Oro       | 17 p.       |                               |
| 2021 | Giochi olimpici          | Tokyo    | 10000 m piani      | Finale    | dnf         |                               |
| 2023 | Mondiali di cross        | Bathurst | 10 km              | Argento   | 33'56"      |                               |
| 2023 | Mondiali di cross        | Bathurst | 10 km a squadre    | Argento   | 25 p.       |                               |
| 2023 | Mondiali corsa su strada | Riga     | Mezza maratona     | 4º        | 1h07'34"    |                               |
| 2023 | Mondiali corsa su strada | Riga     | A squadre          | Argento   |             |                               |
| 2024 | Giochi olimpici          | Parigi   | 10000 m piani      | 10ª       | 30'54"57    |                               |

## Campionati nazionali
- 1 volta campionessa etiope assoluta dei 10 000 metri piani (2021)
- 1 volta campionessa etiope under 20 dei 3000 metri piani (2018)

2018
- Oro ai campionati etiopi under-20, 3000 metri piani - 9'28"38

2019
- 4ª ai campionati etiopi assoluti, 10 000 metri piani - 39'19"0 m

2021
- Oro ai campionati etiopi assoluti, 10 000 metri piani - 32'59"1 m

## Altre competizioni internazionali
2022
- 10ª ai Bislett Games ( Oslo), 5000 metri piani - 14'43"90
- Argento alla Mezza maratona di Valencia - 1h05'46"
- Argento alla Mezza maratona di Copenaghen - 1h06'35"

2023
- Bronzo agli FBK Games ( Hengelo), 10000 m piani - 30'04"45
- Argento alla Mezza maratona di Berlino ( Berlino) - 1h06'13"

2024
- Oro al Prefontaine Classic ( Eugene), 5000 m piani - 14'18"76
- Bronzo al Weltklasse Zürich ( Zurigo), 5000 m piani - 14'39"05
- Bronzo all'Athletissima ( Losanna), 3000 m piani - 8'24"40
- 5ª alla Mezza maratona di Valencia ( Valencia) - 1h05'18"
- Oro alla Ras Al Khaimah Half Marathon ( Emirati Arabi Uniti) - 1h05'14"

2025
- Oro alla Mezza maratona di Lisbona ( Lisbona) - 1h04'21"